# Tritomurus terrestralis
Tritomurus terrestralis is een springstaartensoort uit de familie van de Tomoceridae. De wetenschappelijke naam van de soort is voor het eerst geldig gepubliceerd in 1922 door Stach.